# スヘルデ川
スヘルデ川（スヘルデがわ、オランダ語: Schelde [ˈsxɛldə]、フランス語: Escaut [ɛsko]、英語: Scheldt [ʃɛlt]）は、フランス北部、ベルギー西部およびオランダ南西部を流れ北海に流入する川である。延長350km。名前はラテン語のScaldisに由来する。フランス語読みはエスコー川。
源流はフランス・エーヌ県にある。北流してベルギーに入り、ヘントでリス川（レイエ川）を合わせ、東に転じる。流域最大の都市アントウェルペン近くで西に転じ、オランダに入って北海に流入する。古くはアントウェルペンの下流で2つの派流、東スヘルデ川と西スヘルデ川に分れて北海に注いでいたが、現在の河口は西スヘルデ川のみとなっており、東スヘルデは西スヘルデ川と運河で結ばれた湾となっている。また、東スヘルデの湾口にはデルタ計画で設けられた東スヘルデ防潮水門がある。
上中流域にはヨーロッパウナギ、ヌマアカガエル、ハシボソヨシキリなどが生息しており、フランス北東部のオー＝ド＝フランス地域圏にあるスカルプ川とスヘルデ川の渓谷は2020年にラムサール条約登録地となった。アントウェルペンより下流側にはシロチドリ、サンドイッチアジサシ、ソリハシセイタカシギ、コガモ、ヒドリガモ、ヘラサギ、ニシズグロカモメ、アジサシ、オカヨシガモなどの鳥類、ゼニガタアザラシ、ネズミイルカなどの海生哺乳類およびウミヤツメ、トウェイトシャッド、ガーフィッシュ、ヨーロッパソール、プレイスなどの魚類が生息しており、ベルギー北部のスヘルデ下流部の塩性湿地、オランダのライン・マース・スヘルデ三角州にある西スヘルデ川とサエフティンゲ、東スヘルデおよびその周辺のマルキーザーツ湖、ゾーム湖、フェールセ湖はラムサール条約登録地である。
また、河口の三角州は北海とブラバント山地の間にある独特な地質学地点であるため、2024年にユネスコ世界ジオパークに指定された。
水運上重要な川であり、運河でライン川、マース川さらにセーヌ川とつながり、ダンケルク、リール、ブリュッセル、リエージュ、といった工業都市を結んでいる。
歴史上、フランスと神聖ローマ帝国などの政治的・文化的な境界になったこともある。第二次世界大戦の激戦「スヘルデの戦い」が起きた場所でもある。

## 支流
- レイエ川
- スカルプ川（フランス語版）